# Pararoncus leonardi
Espèce
Pararoncus leonardi est une espèce de pseudoscorpions de la famille des Syarinidae.

## Distribution
Cette espèce est endémique du Chungcheong du Nord en Corée du Sud. Elle se rencontre dans le district de Danyang sur le mont Sobaek.

## Description
La femelle holotype mesure 3,63 mm et les mâles de 3,32 à 3,98 mm.

## Systématique et taxinomie
Cette espèce a été décrite par Jeong, Harms et Yoo en 2024.

## Étymologie
Cette espèce est nommée en l'honneur du basketeur Kawhi Leonard.

## Publication originale
- Jeong, Harms & Yoo, 2024 : « New species of the pseudoscorpion genus Pararoncus (Pseudoscorpiones, Syarinidae) from Korea. » Evolutionary Systematics, vol. 8, no , p. 91–100.